# Hassar wilderi
Hassar wilderi és una espècie de peix de la família dels doràdids i de l'ordre dels siluriformes.

## Morfologia
- Els mascles poden assolir 25 cm de longitud total.[5][6]

## Hàbitat
És un peix d'aigua dolça i de clima tropical (22 °C-25 °C).

## Distribució geogràfica
Es troba a Sud-amèrica: conca del riu Tocantins.